# 羅特弗盧呂赫山
47°29′58″N 10°36′31″E / 47.49944°N 10.60861°E

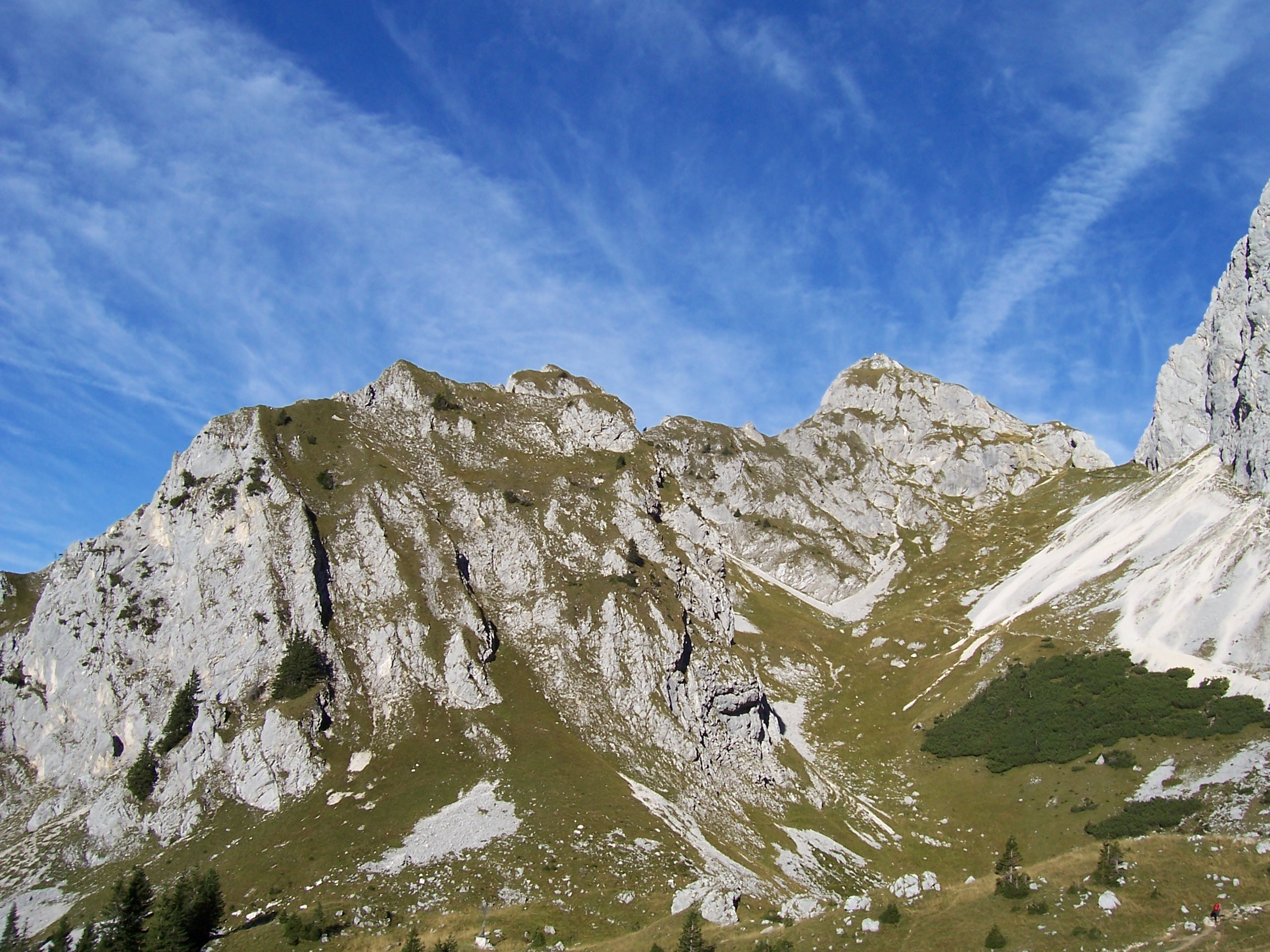

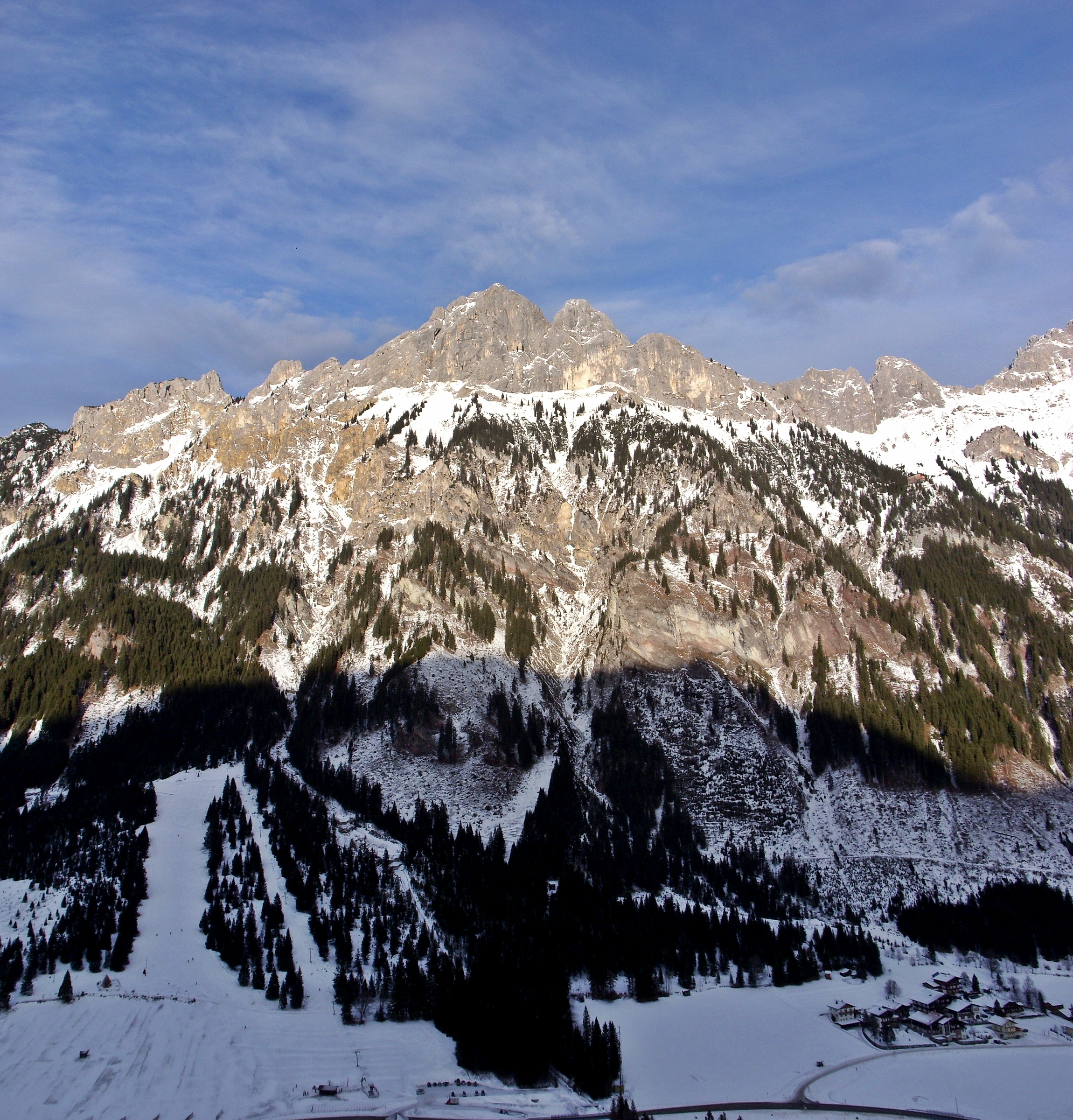

羅特弗盧呂赫山（德語：Rote Flüh），是奧地利的山峰，位於該國西部，由蒂羅爾州負責管轄，屬於阿爾高阿爾卑斯山脈的一部分，距離京珀爾山0.3公里，海拔高度2,108米，每年平均降雨量1,698毫米。